# Бродское сельское поселение (Хвойнинский район)
Бродское сельское поселение — упразднённое в 2010 году муниципальное образование в Хвойнинском муниципальном районе Новгородской области России.
Административный центром была деревня Брод, расположенная к западу от Хвойной.
Территория сельского поселения располагалась на северо-востоке Новгородской области, на западе района у административной границы с Любытинским районом. На этой территории находится множество озёр — Городно, Сосница, Сомино, Налой, Еросовское, Митинское, Островно, Худоежа и др.
Бродское сельское поселение было образовано в соответствии с законом Новгородской области от 11 ноября 2005 года № 559-ОЗ. Было упразднено весной 2010 года путём объединения Анциферовского и Бродского сельских поселений во вновь образованное муниципальное образование «Анциферовское сельское поселение» с определением административного центра в селе Анциферово

## Населённые пункты
На территории сельского поселения были расположены 17 населённых пунктов — посёлок Горный, посёлок при станции Киприя и 15 деревень: Анциферово, Брод, Внуто, Ворониха, Голубиха, Городок, Долбеники, Ерзовка, Еросиха, Замостье, Ильичино, Новинка, Ножкино, Стрижево и Удовище.

## Транспорт
По территории упразднённого поселения проходят пути Октябрьской железной дороги линии Санкт-Петербург — Мга — Кириши — Неболчи — Хвойная — Кабожа — Пестово — Сонково — Москва (Москва Савел.)